# Đại Liêu, Cao Hùng
Đại Liêu (tiếng Trung: 大寮區; bính âm: Dàliáo Qū; Wade–Giles: Ta4-liao2 Ch'ü1) là một khu (quận) của thành phố Cao Hùng, Trung Hoa Dân Quốc (Đài Loan). Đây là một quận nông thôn và kinh tế chưa phát triển cao. Diện tích của Đại Liêu là 71,0400 km², dân số vào tháng 8 năm 2011 là 109.108 người thuộc 38.766 hộ gia đình, mật độ cư trú đạt 1535,9 người/km².

## Vận chuyển

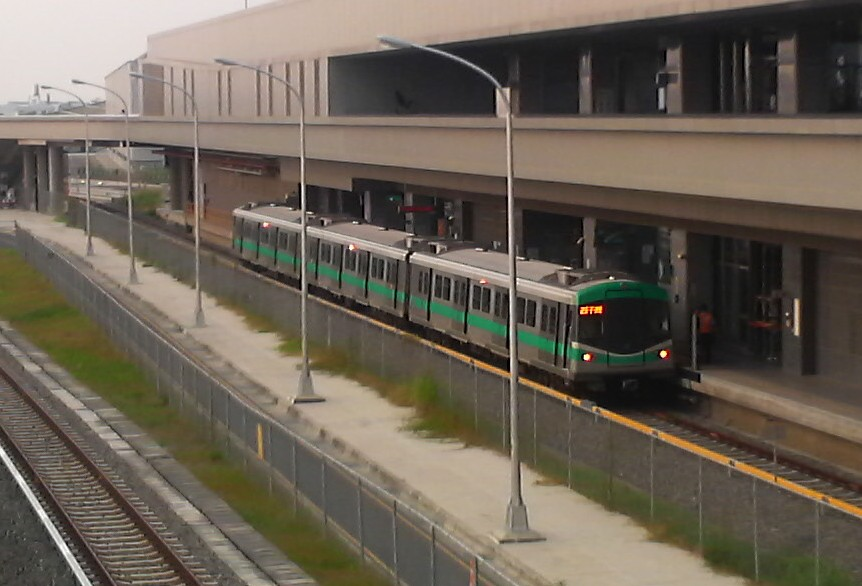
Ga Đại Liêu

- KMRT Ga Đại Liêu
- TRA Ga Hậu Trang